# Tycherus jucundus
Tycherus jucundus är en stekelart som först beskrevs av Wesmael 1845.  Tycherus jucundus ingår i släktet Tycherus och familjen brokparasitsteklar. Inga underarter finns listade i Catalogue of Life.